# Championship Sprint
Championship Sprint è un videogioco arcade simulatore di guida pubblicato nel 1986 dalla Atari Games e convertito nel 1988 per gli home computer Amstrad CPC, Commodore 64 e ZX Spectrum dalla Electric Dreams Software. È il seguito del celebre Super Sprint, ma l'unica differenza sostanziale dall'arcade predecessore sono le piste disponibili. Le conversioni domestiche introducono anche un editor di livelli.

## Modalità di gioco
Il funzionamento generale è lo stesso di Super Sprint (al quale si rimanda) e anche l'aspetto grafico è in buona parte identico. Sono supportati al massimo due giocatori sulla macchina arcade, mentre quella di Super Sprint ne supportava tre. Al contrario nella versione per Commodore 64 Championship Sprint supporta fino a tre giocatori, mentre il predecessore ne supportava due.
Sono disponibili 8 piste di varie difficoltà, con la possibilità di scegliere da quale iniziare. Le piste più complesse possono avere incroci, cancelli, rampe e salti. Le piste sono tutte nuove rispetto a quelle di Super Sprint, tranne la più facile, che rimane sostanzialmente la stessa (solo su ZX Spectrum è differente).
Come in Super Sprint, si può potenziare il proprio veicolo a scelta dopo aver raccolto quattro simboli di chiavi inglesi sulle piste, ma mentre nel predecessore i quattro potenziamenti selezionabili erano trazione, velocità massima, accelerazione e semplice bonus di punteggio, nelle versioni arcade e Commodore 64 di Championship Sprint il punteggio è stato sostituito da elicottero più veloce, aumentabile a 5 livelli come gli altri tre. L'elicottero è quello che, in queste versioni, riporta in gioco il veicolo dopo che questo è esploso a causa di uno scontro particolarmente forte; il potenziamento permette quindi di ridurre il tempo che si perde in questi casi.
Il gioco arcade venne prodotto in versioni in inglese, francese, spagnolo e tedesco.
Le conversioni per computer sono dotate di un editor di livelli per creare nuove piste. Ogni pista è sempre composta da 20 blocchi che possono avere forme predefinite (rettilinei, curve, rampe ecc.) di 30 diversi tipi, disposti 5x4 a riempire lo schermo. È compito dell'utente selezionare i diversi blocchi in modo che formino una pista contigua, e definire manualmente il percorso esatto da seguire al suo interno (chiarendo il verso e le ambiguità agli incroci). Altri elementi che possono trovarsi sulla pista, ovvero la tromba d'aria, le chiavi inglesi, le chiazze di olio, di acqua e di ghiaia, possono essere impostati solo in termini di quantità, poi compariranno in modo casuale.
Nella versione Commodore 64 si accede alle funzioni di modifica delle piste da menù a tendina direttamente nel programma del gioco. Sono disponibili altre impostazioni generali: velocità delle auto controllate dal computer (che comunque non sbagliano mai la traiettoria), numero di giri da effettuare, scivolosità degli ostacoli. Le piste create si possono salvare soltanto sotto forma di codici alfanumerici, che il computer mostra e che l'utente deve segnarsi a mano, e in futuro ridigitare per ricreare la stessa pista.
Nelle versioni Amstrad CPC e ZX Spectrum l'editor di piste è un programma caricato separatamente, e consente il normale salvataggio su disco o cassetta delle piste create. Ci sono ulteriori differenze tra le due versioni, ad esempio solo su Amstrad si utilizzano i menù a tendina e si può impostare la velocità degli avversari.

## Sviluppo
Secondo Robert Weatherby, uno degli sviluppatori principali dell'arcade, Championship Sprint nacque perché il precedente Super Sprint era molto apprezzato, ma il suo cabinato a tre volanti era ingombrante e dava problemi pratici di spazio. Molti gestori avrebbero gradito una più piccola versione a due giocatori, e anche una versione in kit che potesse essere installata in cabinati standard esistenti. Si preferì allora realizzare un nuovo gioco, sebbene molto simile al predecessore.

## Accoglienza
Le versioni per computer di Championship Sprint ricevettero perlopiù valutazioni medie dalla stampa europea. Spesso appariva poco rilevante come gioco di corse, specialmente per chi già possedesse Super Sprint, mentre l'editor di piste era la caratteristica più interessante.
Nei migliori dei casi alcune riviste arrivarono a dare giudizi complessivi equivalenti a 7-7,5 su 10, mentre alcune altre furono molto negative per via della scarsa giocabilità, a prescindere dall'editor.